# Gare Windsor
Pour les articles homonymes, voir Windsor.
Ne doit pas être confondu avec Gare de Windsor.
La gare Windsor est une gare patrimoniale de Montréal, située au 1160, avenue des Canadiens-de-Montréal, angle rue Peel dans l'arrondissement Ville-Marie.

## Histoire
Dès 1887, le Canadien Pacifique entreprend de construire une gare à Montréal devant servir de siège social à l'entreprise, trois ans après l'achèvement de la Gare Dalhousie, en 1884. Le projet de la gare Windsor est confié à l'architecte américain Bruce Price, qui choisira pour l'édifice un style d'inspiration romane médiévale. La gare, terminée en 1889, témoigne de l'importance croissante de l'entreprise au pays. Elle sera agrandie une première fois de 1900 à 1903, puis à nouveau dix ans plus tard, de 1910 à 1913 par des architectes canadiens Barott & Blackader et W. S. Painter. Le troisième agrandissement, comprenant une tour de quinze étages, est confié à la firme des frères Edward Maxwell et William Maxwell.
La gare Windsor est reconnue comme un lieu historique national du Canada en 1984. Délaissée au profit de la Gare centrale, elle ne dessert plus que les passagers des trains de banlieue jusqu'en 1993. La gare est vendue à la société Cadillac Fairview en 2009.

## L'édifice original

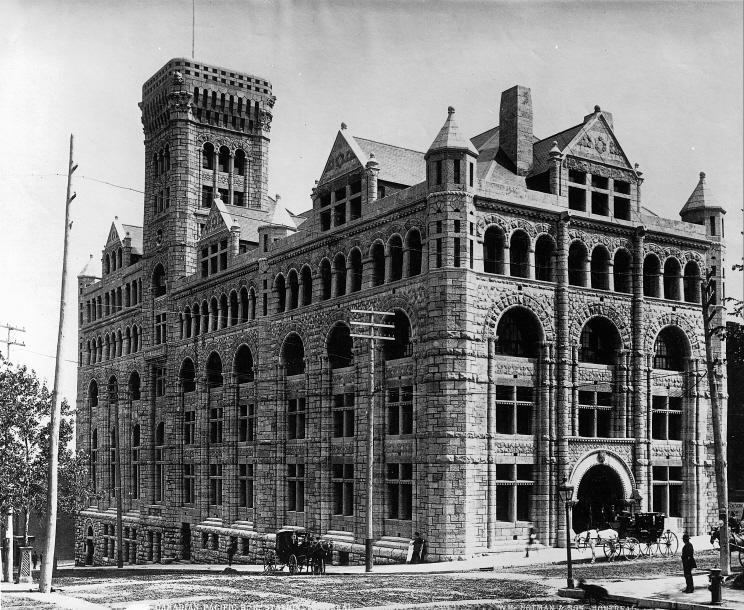
La gare en 1889

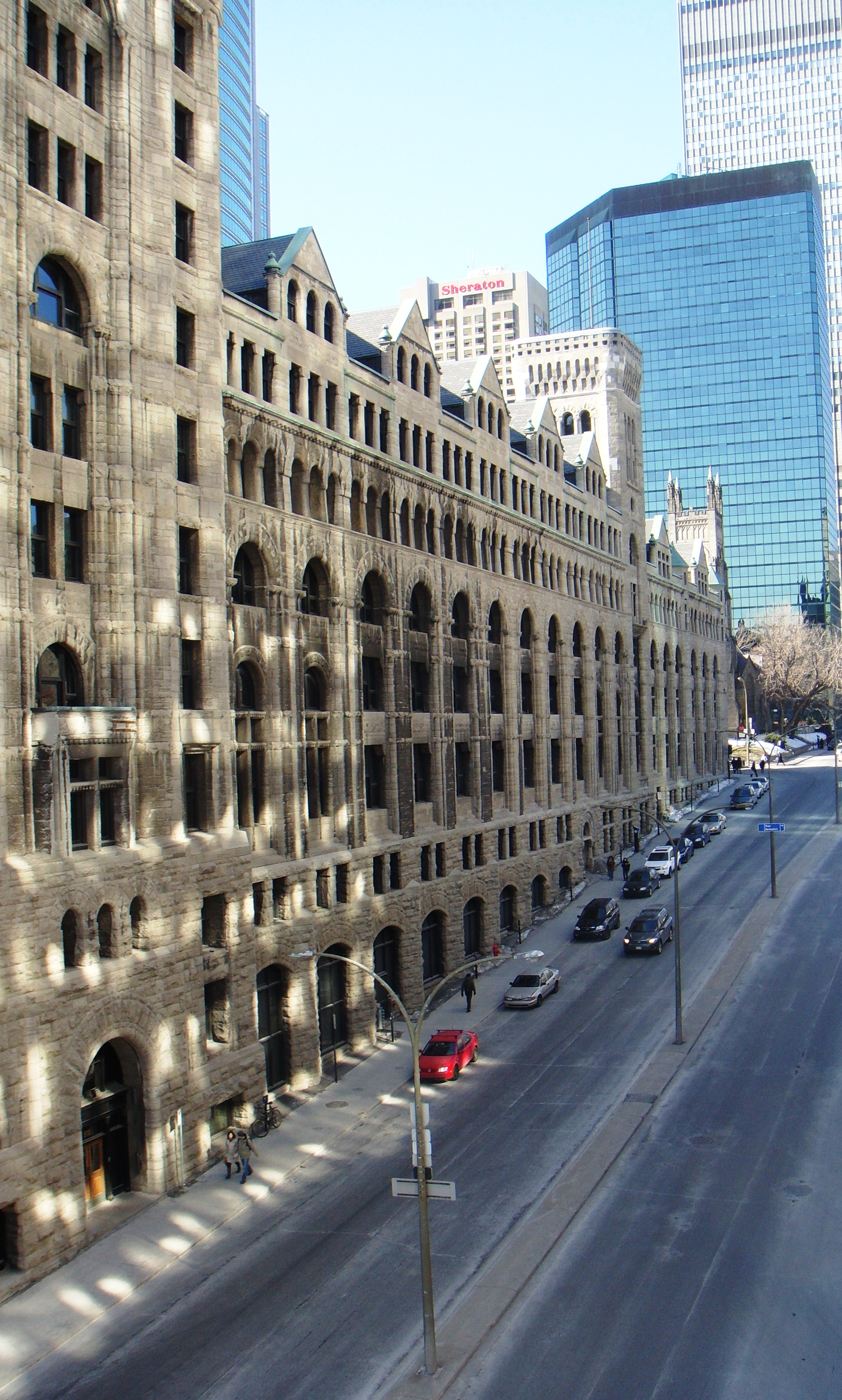
Façade est donnant sur la rue Peel

L'architecte Bruce Price dut soumettre quatre versions avant de satisfaire le trésorier du Canadien Pacifique. C'est cette quatrième version qui fut acceptée. Construit au coût de 300 000 $, l'édifice original, initialement connu sous le nom de Gare de la rue Windsor (la rue Peel était jadis connue sous le nom rue Windsor, donc le public nomme la gare Windsor) était de forme rectangulaire. 
Le bâtiment longeait la rue Windsor entre les rues Osborne et Donegani (situé à mi-chemin entre les rues Osborne et Saint-Antoine). L'édifice comprenait quatre étages à la hauteur de la rue Osborne et cinq étages à la hauteur de la rue Donegani à cause de la dénivellation du terrain.
Les murs sont en pierre calcaire grise éclatée de Montréal. À l'extérieur, les colonnes atteignent jusqu'à 7 pieds de largeur. Les fenêtres sont insérées dans des baies à arc en plein cintre. Le bâtiment est surmonté d'une tour carrée de huit étages, de tourelles et de lucarnes, accentuant l'impression de forteresse.
Plusieurs additions vinrent par la suite agrandir la gare, dont une première annexe en 1900, selon les plans d'Edward Maxwell qui s'intègre au bâtiment existant, et des travaux d'agrandissement de 1910. Il y eut des améliorations à la structure jusqu'en 1978, dont une vaste salle des pas perdus en 1913, surmontée d'un toit de verre. Cette salle abrite le monument L’Ange de la Victoire.
La Gare Windsor est reconnue comme un lieu historique national du Canada en 1975. Elle a contribué à faire de Montréal une plaque tournante du transport ferroviaire au pays. Son architecture est un des meilleurs exemples du style néo-roman.

## Transport contemporain
L'édifice ne sert plus de gare, ayant été séparé des voies du chemin de fer par la construction du centre Bell. La gare a été remplacée par la gare Lucien-L'Allier à l'autre côté du centre Bell.
La gare Windsor est reliée au réseau central du Montréal souterrain, et donc au métro (stations Bonaventure et Lucien-L'Allier), à la gare Centrale et à la gare Lucien-L'Allier.

## Galerie de photos

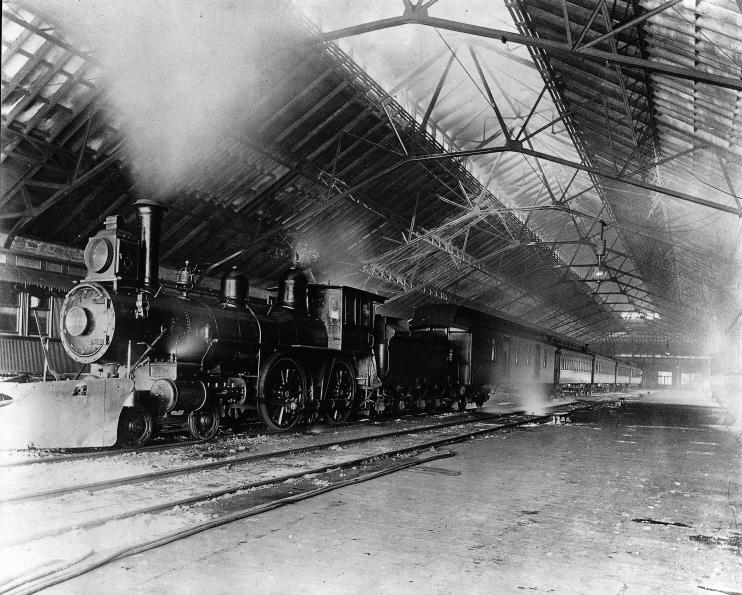
Un train dans la gare en 1890.
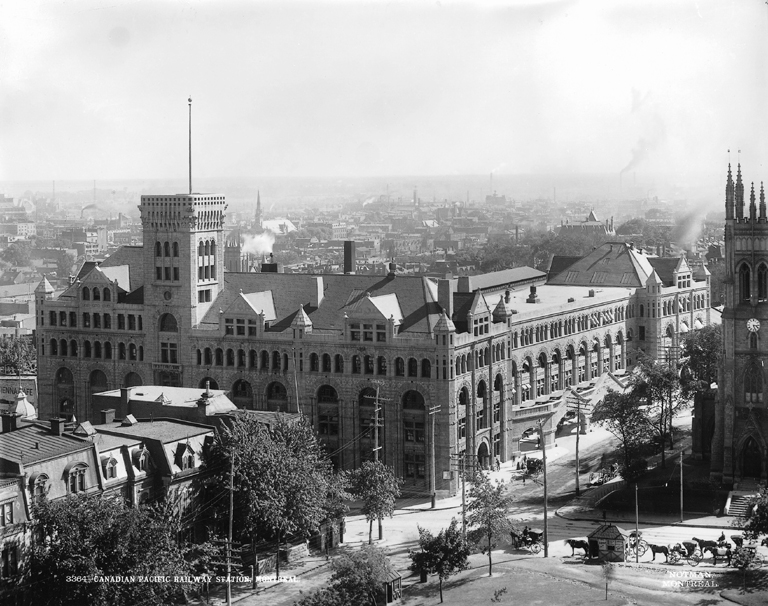
La gare en 1900.
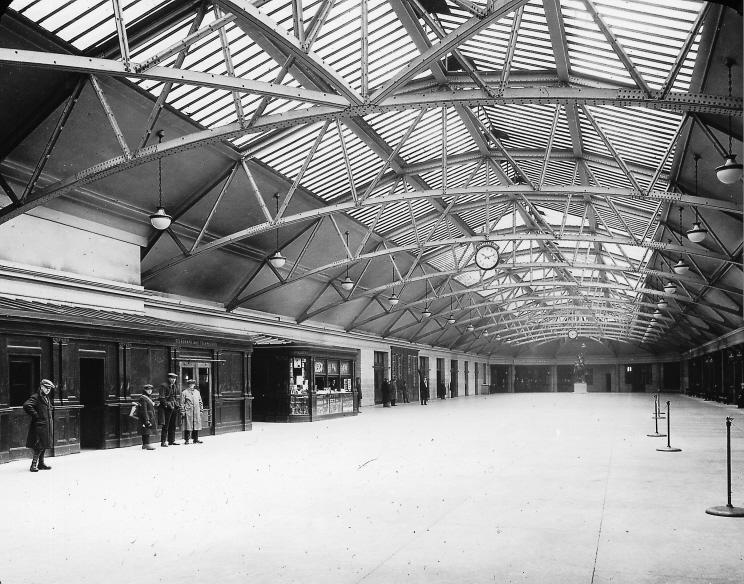
l'intérieur de la gare en 1930
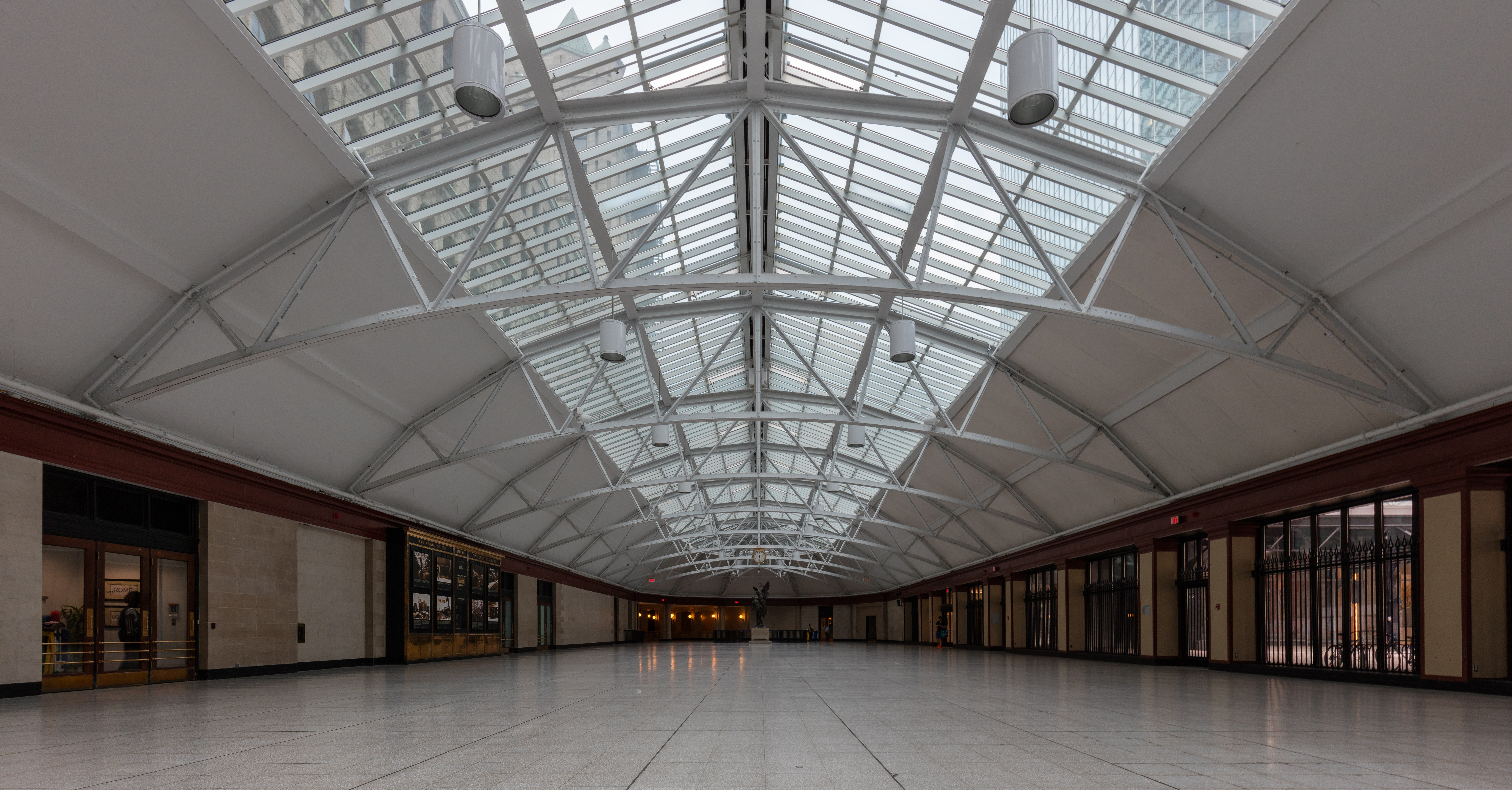
l'intérieur de la gare en 2017.